# Ichthyornis
Famille
Genre
Espèce
Synonymes
- Angelinornis Kashin, 1972[1]
- Plegadornis Wetmore, 1962 non C. L. Brehm, 1855[1]

Ichthyornis est un genre de dinosaures théropodes ressemblant à un oiseau de mer et datant du Crétacé supérieur. Ichthyornis dispar est la seule espèce connue de ce genre et de la famille des Ichthyornithidae. Il partage un ancêtre commun avec les oiseaux car il appartient au clade de transition appelé Ornithurae.  

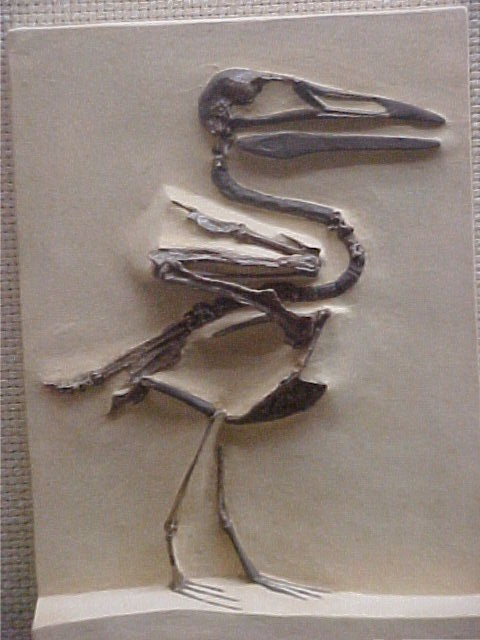
Réplique d'un squelette d'Ichthyornis à Yale.